# 峯尾基三
峯尾 基三（みねお もとぞう、1947年11月5日 - ）は、日本の脚本家。

## 略歴
神奈川県川崎市出身。日本大学芸術学部映画学科中退。学生時代は全共闘の闘士として活動しながら映画監督を志していたが、無理と判断して脚本に専念しようと思い直し、大学生時代からシナリオ研究所に通う。映画関係のアルバイトや業界紙の記者を務めた後、脚本家の永原秀一に師事し、1971年、「峰尾基三」名義で、ロマンポルノに移行する前の旧体制日活最後の作品『八月の濡れた砂』でデビュー。1972年の『太陽にほえろ!』以降、『大都会』『あぶない刑事』など、テレビの刑事アクションやサスペンスものを多数執筆する。特に『太陽にほえろ!』『西部警察』『私鉄沿線97分署』などのロングランシリーズでは、レギュラー刑事の降板話や最終話など重要エピソードの執筆を任される機会が多かった。1981年から2005年にかけて放送された2時間ドラマ「火曜サスペンス劇場」の最終作にあたる水谷豊主演の『事件記者・三上雄太 』も執筆している。近年ではフジテレビ系「浅見光彦シリーズ」のメインライターや2時間ドラマを中心に活動している。

## 作品

### 映画
- 八月の濡れた砂（1971年、日活） - 大和屋竺、藤田敏八と共同
- セックス・ライダー 傷だらけの欲情（1973年、日活） - 永原秀一と共同

### テレビドラマ
- 太陽にほえろ!（1972年〜1986年、日本テレビ）
- 傷だらけの天使（1974年〜1975年、日本テレビ）
- 燃える捜査網（1975年〜1976年、NETテレビ）
- 大都会 -闘いの日々-（1976年、日本テレビ）
- いろはの"い"（1976年〜1977年、日本テレビ）
- 大都会 PARTII（1977年〜1978年、日本テレビ）
- 大追跡（1978年、日本テレビ）
- 大都会 PARTIII（1978年〜1979年、日本テレビ）
- 西部警察（1979年、テレビ朝日）
- 大激闘マッドポリス'80（1980年、日本テレビ）
- 特命刑事（1980年、日本テレビ）
- プロハンター（1981年、日本テレビ）
- 西部警察PART-II（1982年〜1983年、テレビ朝日）
- 特捜最前線（1982年〜1984年、テレビ朝日）
- 西部警察 PART-III（1983年〜1984年、テレビ朝日）
- 事件記者チャボ!（1983年、日本テレビ）
- 私鉄沿線97分署（1984年〜1986年、テレビ朝日）
- 刑事物語'85（1985年、日本テレビ）
- 誇りの報酬（1985年〜1986年、日本テレビ）
- あぶない刑事（1986年〜1987年、日本テレビ）
- どうぶつ通り夢ランド（1986〜1987年、テレビ朝日）
- 太陽にほえろ!PART2（1987年、日本テレビ）
- 銭形平次（風間杜夫）（1987年、日本テレビ）
- ジャングル（1987年、日本テレビ）
- 大都会25時（1987年、テレビ朝日）
- ベイシティ刑事（1987年〜1988年、テレビ朝日）
- あきれた刑事（1987年、日本テレビ）
- NEWジャングル（1988年、日本テレビ）
- もっとあぶない刑事（1988年、日本テレビ）
- ニュータウン仮分署（1988年、テレビ朝日）
- ゴリラ・警視庁捜査第8班（1989年〜1990、テレビ朝日）
- 勝手にしやがれヘイ!ブラザー（1990年、日本テレビ）
- あいつがトラブル（1990年、フジテレビ）
- 刑事貴族（1990年〜1991年、日本テレビ）
- 代表取締役刑事（1991年、テレビ朝日）
- 刑事貴族2（1991年、日本テレビ）
- 豆腐屋直次郎の裏の顔（1990年、ABC朝日放送）
- 刑事貴族3（1992年、日本テレビ）
- 俺たちルーキーコップ（1992年、TBS）
- 愛しの刑事（1992年〜1993年、テレビ朝日）
- はだかの刑事（1993年、日本テレビ）
- 西遊記（1994年、日本テレビ）
- 静かなるドン（1994年〜1995年、日本テレビ）
- 江戸の用心棒II（1996年、日本テレビ）
- さよなら西部警察（1984年、テレビ朝日）
- 火曜サスペンス劇場（日本テレビ）
  - 消えた鼓動　心臓移植殺人事件（1981年）
  - 孤独な狩人（1982年）
  - 天使の復讐（1983年）
  - 罠の中の人魚（1985年）
  - わが子は殺人者（1986年）
  - 誰かが見ている（1986年）
  - 切り裂き魔（1987年）
  - 息子よ！女囚逃亡の果て（1987年）
  - 狙われた白衣の天使（1988年）
  - 祝・殺人（1988年）
  - 弁護士・朝日岳之助シリーズ(2)～(23) （1990年～2005年）
  - 娘という名の他人（1994年）
  - 検事霧島三郎シリーズ(1)〜(7) （1994年〜1999年）
  - 鏡の微笑（2000年）
  - 身辺警護シリーズ(８)〜(10) （2001年〜2002年）
  - 事件記者・三上雄太シリーズ(1)〜(3)（2004年〜2005年）
- 水曜グランドロマン（日本テレビ）
  - 別宅にて急逝（1989年）
  - 蟻地獄（1990年）
  - 檀上にて急逝（1990年）
  - おばあちゃんの嫁ぐ日（1990年）
- 木曜ゴールデンドラマ（読売テレビ）
  - 最後の張り込み（1991年）
  - さらば愛しき人よ（1991年）
  - 赤い完全犯罪（1992年）

- 水曜ロードショー（TBS）
  - 名探偵登場！明智小五郎　蜘蛛男（1989年）

- 火曜ミステリー劇場
  - 看護婦長推理カルテ（1991年、テレビ朝日）
  - なんでも屋探偵帳 (３) （1991年、ABC朝日放送）
- 土曜ワイド劇場（ABC朝日放送）
  - セールスレディ連続殺人事件（1991年）
  - なんでも屋探偵帳 シリーズ (4)〜(6)（1994年〜1997年）

- 月曜ドラマスペシャル（TBS）
  - 金田一耕助シリーズ（1990年〜2000年）
  - 三十六人の乗客（1991年）
  - 北アルプス穂高連峰殺人ルート（1995年）
  - タロット日美子の推理　伯備線秘図連続殺人（1995年）
  - ダンスパートナー連続殺人（1996年）
  - 演歌・唱太郎の人情事件日誌（1997年）
  - 迷路（1997年）
  - 探偵 左文字進(1)〜(3) （1999年〜2000年）

- 女と愛とミステリー（テレビ東京、BSジャパン）
  - 山岳救助隊紫門一鬼シリーズ(1)～(5)（2001〜2003）
  - 昆虫巡査・向坊一美の事件日誌(2002)

- 西部警察 SPECIAL(2004年、テレビ朝日)

- 水曜ミステリー9 (テレビ東京、BSジャパン)
  - 小樽運河殺人案内「25時13分の首縊り～小樽・記憶喪失の女」（2004年）
  - 捜査検事・近松茂道シリーズ(６),(７)（2006年,2007年）
  - さすらい署長 風間昭平シリーズ(5),(7),(8)（2006年,2007年,2008年）
  - 芸者小春姐さん奮闘記(3)〜(6)（2006年〜2009年）
  - 大漁！釣り船弁護士（2006年）

- 水戸黄門　第39部（2008年、TBS）

- 金曜エンタテイメント（フジテレビ）
  - 京都女優シリーズ（1991年〜2002年）
  - 京都祇園舞妓シリーズ（1993年〜2001年）
  - 新・京都祇園芸妓シリーズ（2003年〜2004年）
  - キャリア探偵日菜子の調査ファイル（2003年）
  - 浅見光彦シリーズ(15)〜(21),(23)〜(33),(35)〜(51)（2003年〜2014年）

- 月曜ゴールデン（TBS）
  - 制服捜査(1)〜(3)（2013年〜2016年）

### ビデオ映画
- 特別交通機動隊 バトルチェイス（1994年、バンダイビジュアル）
- 特交機PC110（1994年、バンダイビジュアル）